# Relações entre Iraque e Turquia

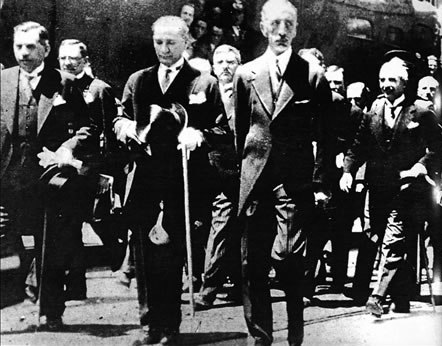
Faisal I do Iraque e Kemal Atatürk.

As relações entre Iraque e Turquia são as relações diplomáticas estabelecidas entre a República do Iraque e a República da Turquia. Ambos são vizinhos, com uma extensão de 352 km na fronteira entre os dois países. O Iraque fez parte do Império Otomano, que dominou o mundo árabe entre os séculos XVI e XVII.
Os problemas decorrentes das guerras, embargos e conflitos internos no Iraque têm afetado mais a Turquia do que qualquer outro país na região. Desta forma, a restauração da estabilidade no Iraque, que é um microcosmo do Oriente Médio, têm estado entre as prioridades da política externa turca. Porém, a presença da organização terrorista PKK no norte do Iraque, de onde lança frequentes ataques contra a Turquia, constitui um sério obstáculo nessas relações.
Em 2011, o Iraque se tornou o segundo maior parceiro comercial da Turquia. Por outro lado, além do comércio, a participação de empresas turcas em contratos de construção, e os investimentos turcos no setor energético iraquiano também vem aumentando consideravelmente. A cooperação entre a Turquia e o Iraque no setor de energia é crescente. O Iraque é um dos países mais ricos do mundo em termos de recursos de hidrocarbonetos, mas precisa desenvolver a sua infraestrutura, aumentar a capacidade de produção e refino e construir novos gasodutos estratégicos.